# ایکاریا
ایکاریا (به یونانی: Ικαρία) شهری در استان اژهٔ شمالی کشور یونان می‌باشد.
طول عمر ساکنان این جزیره به‌طور متوسط ده سال بیشتر از ساکنان اروپای غربی است.